# Ravenfield
Ravenfield — компьютерная игра, шутер от первого лица, разработанная шведским программистом Йоханом Хасселем, который известен под псевдонимом SteelRaven7. Она была выпущена 18 мая 2017 года в качестве раннего доступа для Windows, macOS и Linux.

## Сюжет
Хотя у Ravenfield нет сюжета как такового, во время Хэллоуина в 2019 году SteelRaven7 намекнул на возможность скрытого сюжета в игре. Предполагается, что больше будет раскрыто в будущих обновлениях игрового режима Conquest. В июле 2020 года было выпущено обновление, в котором был переработан игровой режим Spec Ops. Также были представлены первые названные персонажи, команда TALON. Команда TALON - это подразделение специального назначения из 4 человек в армии Орла.

## Геймплей
Игра включает в себя Ragdoll-физику, с множеством опций, дающих пользователям возможность управлять ИИ, включая «план битвы» и многие другие игровые факторы, такие как счёт ИИ. Ravenfield состоит из нескольких режимов командной игры, которые вращаются вокруг захвата контрольных точек и получения наибольшего количества очков, убивая команду противника. Игра отдает дань уважения многопользовательским шутерам от первого лица, таким как франшиза Battlefield и франшиза Star Wars: Battlefront . Таким образом, игра сосредоточена на крупномасштабных картах и боях на транспортных средствах, при этом команды, контролирующие более мощные точки появления транспортных средств, часто получают преимущество в бою. Игра доступна в Steam и в настоящее время находится в раннем доступе, хотя разработка и близится к завершению. Игра также поддерживает модификации из Steam Workshop, где члены сообщества создают свои собственные карты, оружие, транспортные средства и сопутствующий лор. Так же был выпущен второй режим под названием Conquest, который сочетает в себе ранее существовавшие элементы крупномасштабного боя с пошаговой стратегией, аналогично режиму Galactic Conquest, представленному в Star Wars: Battlefront II (видеоигра 2005 года) .

## Отзывы
Кристофер Ливингстон из PC Gamer назвал игру «глючной» и «забавной».
Игра имеет 96% положительных отзывов в Steam  и 4,8/5 на itch.io.
Натан Грейсон из Kotaku раскритиковал Ravenfield как «глючный» и «плохо работающий в некоторых местах»; однако он отметил его способность поддерживать большое количество игроков, управляемых компьютером, и выразил восхищение его хорошим приемом среди игроков в Steam. Игра поддерживает Steam Workshop. Создатели из сообщества добавили новое оружие, транспортные средства, карты и функции, которые добавляют и расширяют ванильный вид игры, что было хорошо принято игроками.